# Büttikon
Büttikon es una comuna suiza del cantón de Argovia, situada en el distrito de Bremgarten. Limita al norte con la comuna de Wohlen, al este con Waltenschwil, al sur con Uezwil, al suroeste con Sarmenstorf, y al oeste con Villmergen.